# USS California (SSN-781)
USS California (SSN-781) — восьмая подводная лодка США класса «Вирджиния» 4-го поколения, восьмой корабль в составе ВМС США, названный в честь штата Калифорния. По состоянию на декабрь 2016 года находится на вооружении ВМС США. Строительство АПЛ началось в декабре 2006 года.
Состоялась закладка киля 1 мая 2009 года,  крещена 6 ноября 2010 года. 14 ноября 2010 года подлодку спустили на воду. Начались швартовые работы. В 2010 году также АПЛ «Калифорния» совершила первое погружение под воду. Начались ходовые испытания. 7 августа 2011 года подлодка была передана Военно-морским силам США. 21 октября подлодка была возвращена на ВМБ (Военно-морская база) в Норфолк после завершения шестинедельного испытания систем вооружения. Введена в строй 29 октября 2011 года с портом приписки в городе Гротон.

## История службы
6 января 2012 года АПЛ «Калифорния» SSN-781 прибыла в порт приписки на ВМБ Нью-Лондон в Гротоне, штат Коннектикут.
29 января 2013 года подлодка вернулась в строй после 11-месячной модернизации на верфи «General Dynamics Electric Boat».
1 февраля 2013 года в Гротоне прошла торжественная церемония смены экипажа. Командование принял Шаун В. Хью (Shawn W. Huey). Командование сдал Дана А. Нельсон (Dana A. Nelson).
12 мая 2014 года АПЛ «Калифорния» SSN-781 покинула порт приписки для обучения экипажа. 8 июня субмарина прибыла на ремонт в портсмутскую верфь в Киттери, штат Мэн.
В июле 2014 года субмарина «Калифорния» SSN-781 отбыла в первый боевой поход по Северной Атлантике. 14 октября прибыла в Брест, Франция, с трехдневным визитом.
12 января 2015 года посетила с визитом ВМБ Рота, Испания.
24 января 2015 года АПЛ «Калифорния» SSN-781 прибыла в Гротон после шестимесячного похода по Северной Атлантике. Всего преодолено 40 000 морских миль.
24 апреля 2015 года произошла торжественная смена экипажа. Командование сдал Шаун В. Хью (Shawn W. Huey) в угоду Джона Е. Сейера (John E. Sager).
5 ноября 2015 года подлодка покинула порт Канаверал, Флорида, после краткосрочного визита. В Гротон SSN-781 вернулась 23 ноября.
4 февраля 2016 года АПЛ «Калифорния» SSN-781 вернулась в порт приписки после проведенных учений.
1 мая 2016 года АПЛ «Калифорния» взяла на борт в Порту Канаверал высокопоставленных VIP персон для круиза.
2 августа 2016 года АПЛ «Калифорния» SSN-781 покинула порт приписки для проведения первого североатлантического похода.